# Dicliptera pyrrantha
Dicliptera pyrrantha är en akantusväxtart som beskrevs av Emery Clarence Leonard. Dicliptera pyrrantha ingår i släktet Dicliptera och familjen akantusväxter. Inga underarter finns listade i Catalogue of Life.